# MTV Węgry
MTV Węgry (Music Television Węgry) – kanał istniejący od 1 października 2007 roku na Węgrzech. Był to kanał muzyczno-rozrywkowy, który nadawał 24 godziny na dobę. Kanał dostępny był również w telewizji kablowej i na satelitarnych platformach cyfrowych.

## Koniec
Pierwsze oznaki spadku zaczęły się w marcu 2020 roku, kiedy kanał przez 4 godziny nadawał tylko muzykę, a resztę slotu zajmowało MTV Europe.
29 grudnia 2021 roku ogłoszono, że kanał przestanie nadawać 31 marca.
Z dniem 16 stycznia 2022 (2 i pół miesiąca przed zamknięciem kanału) roku zaprzestano nadawania pasma 17:00 – 21:00 i zastąpiono je pasmem 17:00 – 20:05.
31 marca 2022 roku o godzinie 20:05 kanał zakończył nadawanie i został zastąpiony przez MTV Europe.

## Program

### Lokalne programy
- Swung
- Alternative Nation
- Be My DJ
- MTV Blokk
- Top Selection
- Rock Chart
- Headbangers Ball

### Międzynarodowe programy
- Engine Room
- Cribs
- Best Show Ever
- The Hills